# Matplotlib
Matplotlib – biblioteka służąca do tworzenia wykresów i wizualizacji danych dla języka Python oraz jego rozszerzenia numerycznego NumPy. Biblioteka oferuje interfejs API „pylab”, zaprojektowany w taki sposób, aby odwzorowywać funkcjonalność znaną ze środowiska MATLAB, co ułatwia naukę użytkownikom tego narzędzia.
Matplotlib został pierwotnie napisany i rozwijany głównie przez Johna D. Huntera. Obecnie jest rozwijany przez społeczność i dostępny na licencji kompatybilnej z BSD, co umożliwia jego szerokie i elastyczne wykorzystanie zarówno w projektach naukowych, edukacyjnych, jak i komercyjnych.

## Przykład użycia
Poniżej znajduje się kod rysujący Funkcję Rosenbrocka:

Funkcja Rosenbrocka narysowana za pomocą biblioteki Matplotlib (kod poniżej)

```
from
 
mpl_toolkits.mplot3d
 
import
 
Axes3D

from
 
matplotlib
 
import
 
cm

from
 
matplotlib.colors
 
import
 
LogNorm

import
 
matplotlib.pyplot
 
as
 
plt

import
 
numpy
 
as
 
np

fig
 
=
 
plt
.
figure
()

ax
 
=
 
fig
.
add_axes
([
0
,
 
0
,
 
1
,
 
1
],
 
projection
=
'3d'
,
 
auto_add_to_figure
=
False
)

ax
.
azim
 
=
 
-
128

ax
.
elev
 
=
 
43

s
 
=
 
.05

X
 
=
 
np
.
 
arange
(
-
2
,
 
2.
+
s
,
 
s
)

Y
 
=
 
np
.
 
arange
(
-
1
,
 
3.
+
s
,
 
s
)

X
,
 
Y
 
=
 
np
.
 
meshgrid
(
X
,
 
Y
)

Z
 
=
 
(
1.
-
X
)
**
2
 
+
 
100.
*
(
Y
-
X
*
X
)

ax
.
plot_surface
(
X
,
 
Y
,
 
Z
,
 
rstride
=
1
,
 
cstride
=
1
,
 
norm
=
LogNorm
(),
 
cmap
=
cm
.
jet
)

ax
.
set_xlabel
(
"x"
)

ax
.
set_ylabel
(
"y"
)

fig
.
add_axes
(
ax
)

plt
.
show
()

```

## Konkurencyjne rozwiązania
- GNU Octave
- wxPython (moduł wx.lib.plot.py)
- Gnuplot-py